# Eckhard Kopetzki
Eckhard Kopetzki (Hannover, 1956) es un percusionista y compositor alemán. 

## Biografía
Después de graduarse de la escuela secundaria en 1975, Kopetzki estudió física y música (con el profesor Walter Heise) en la Universidad de Osnabrück. Entre 1979 a 1984 estudió en Würzburg en el Conservatorio Hermann Zilcher y entre 1981 a 1984 en la Universidad de Música de la mismo misma ciudad, a Siegfried Fink, un percusionista, compositor y profesor alemán reconocido como una figura importante en el desarrollo de la escena de percusión profesional en Alemania después de la Segunda Guerra Mundial, en la Universidad de Música de Würzburg. 
Desde 1985 es profesor de percusión y composición musical en la Escuela Vocacional de Música de Sulzbach-Rosenberg, en Baviera. Además de su trabajo como compositor, es vicepresidente de la organización Percussive Arts Society (Sociedad de artes en percusión) en la que imparte talleres y forma parte del jurado en los concursos que organiza la PAS.
Eckhard Kopetzki compone principalmente para instrumentos de percusión y no solo composiciones de ámbito artístico sino también en el ámbito educacional, además de escribir encargos de diferentes conjuntos instrumentales muy variados o dedicando sus obras a otros percusionistas como Gordon Stout o Katarzyna Mycka.

## Composiciones

#### Caja (Snare Drum)
- Rhythm@Stickin' - Ejercicios y solos rudimentales. Nivel intermedio
- 1,2,...Snare Drum - Solos y ejercicios sencillos para principiantes
- ...3,4! Snare Drum - Continuación de solos y ejercicios para caja
- Flaming Snare - 16 solos y dúos fáciles
- Rockin' Stix - Solos dúos de nivel medio
- Snare Race - Solos y dúos de nivel medio
- Summer Suite - Pieza solista en 3 movimientos (Nivel Intermedio)
- Concert Suite for Snare Drum - 5 movimientos en diferentes estilos
- 13 Snare Drum Studies - Estudios para caja de nivel medio y difícil
- Concert Suite - Para Caja Solista

#### Batería (Drum Set-up)
- Hamster Race - 10 solos fáciles
- Drum Beats - Ritmos de batería, nueva edición con 22 solos (Nivel intermedio)
- Caramba! - 9 Solos de nivel medio a difícil
- 6 Solos for Drum Set - YouTube DRUM SET DUO
- Maize Maze - Obra que intercala elementos "Groovy" y minimalistas de nivel difícil (Duración 6 mins.)
- Canned Heat Set-Up Solo

#### Solos para láminas
- Marimba Joy - 10 solos fáciles para marimba a cuatro baquetas
- Marimba Joy, Vol.2 - 9 solos para 4 baquetas de nivel medio
- Samba de Cacao - 10 solos para dos baquetas
- Bottom Line, Marimba - Obra fácil en compás de 5/4 para 4 baquetas
- Marimba Meeting I - Dos solos para 4 baquetas (nivel intermedio)
- Stout Sonata - Obra difícil para 4 baquetas
- Two Latin Songs for Vibraphone; Latin Rock und Bossa Nova - Obra para vibráfono para 4 baquetas
- Three Songs for Vibraphone - Evening Song - YouTube
- Three Movements for a Solo Dancer - Para Marimba Solista
- Stout Sonata - Marimba Solo (dedicada a Gordon Stout)

#### Dúos y cuartetos para láminas
- Double Groove - Para Marimba (3 baquetas) y Vibráfono (2 baquetas); pieza de carácter folklórico de dificultad media
- Wild Garden - Obra para dos laminas y percusión corporal. Nivel medio/difícil
- Samba Life - Suite de baile en 3 movimientos (ChaCha, Waltz, Rock'n Roll). Nivel fácil
- Rumba Stomp - Cuarteto, de nivel fácil/moderado

#### Set-up Ensemble (Con baquetas)
- Percussion Carneval - Fácil (6 – 8 intérpretes)
- Räkkteim - 4 – 5 intérpretes
- Mallets on the Rocks - Fácil (4 – 6 intérpretes)
- Easy Blues - Fácil (3 – 5 intérpretes)
- Fancy Dreams - Fácil (4 – 6 intérpretes)
- Exploration of Time para 6 Percusionistas
- Night of the Moon Dances - Para Marimba y Esemble de Percusión
- "Le chant du serpent" (4 Percusionistas)

#### Set-up Ensemble (Sin baquetas)
- Paper Tigers - 2 Cuartetos fáciles, para Batería, 2 Tempelblocks, 2 Bongos
- Hau Rock! - Trío para 3 cajas
- Trio Snares, mittelschwer - Tres set-up para 3 cajas. (Nivel medio)
- Crystal Beats - Para 3 cajas (Moderadamente Difícil)
- Cayenne - Trío para batería, 3 timbales y pequeño Set-up. (Nivel moderadamente difícil)
- Wood Stick - Sexteto para 4 cajas, bombo y platos chocados
- Drums Ahead - Para 4 intérpretes con 2 instrumentos de piel.
- Jamaica Plain - Para conjunto latino de 5 o 6 intérpretes

#### Música de cámara
- Contemplations para órgano y percusión
- Mixed Music para saxofón alto y percusión / marimba
- Two Ragtimes para saxofón alto y marimba
- Spanish Songs para saxofón alto y marimba
- In a Jolly Mood para flauta y vibráfono
- The Mirror para soprano y marimba
- Konzert para Marimba Solista y orquesta de cuerda (dedicada a Katarzyna Mycka)
- Doppelkonzert para Saxofón, Marimba y Orquesta

### Nuevas composiciones
- "...für Schätzle" concierto a duo para trompeta, marimba y flautín en dos movimientos. Estreno mundial el 26 de enero de 2020 en Schelingen.[2]

## Discografía
- "Voices of Percussion"; the spirit of rhythm, que contiene obras como: Saltina, Pole Position, Funky Stuff o Fusion Mallets

- "Fiesta Del Sol" interpretado por el Ensemble de Percusión Kaiserstuhl – Tuniberg;
- CD - "NIGHT OF MOON DANCES" que cuenta con Thomas Lechner (Marimba/Percusión); Andreas Steiner (Marimba) Marion Andersons (Saxofón) y el ensemble de percusión de la Universidad de Música de Trossingenbajo la dirección de Franz Lang; Nuevo lanzamiento (Cavalli Records)
- "What Color is a Soul?"
- "Music 4 Voices" Para cuatro voces femeninas en el CD "Voices Pur" con la interpretación de los solistas vocales de la escuela de música vocal Sulzbach Rosenberg
- "Konzert für Marimba und Streicher" (Concierto para Marimba Solista y cuerdas) – Katarzyna Mycka (CD audite 97.478)
- "Funky Stuff" - Interpretado por Tri-Perkussion, contenido en el CD "Perfect Percussion", grabado por PHONO – Music, 70174 Stuttgart;[3]

## Premios
- Primer premio en el concurso de composición de la Percussive Arts Society (PAS) con la obra Canned Heat (Set-Up Solista) (2002)[4]
- Primer premio en el concurso de composición de la Percussive Arts Society (PAS) por Three Movements for a Solo Dancer (Marimba Solista) (2003)
- Tercer premio por la obra para 6 percusionistas Exploration of Time (2003)[5]

## Enlaces web
- Bibliografía relacionada con Eckhard Kopetzki en el catálogo de la Biblioteca Nacional de Alemania.
- Web oficial del compositor
- Web de la PAS